# Touch Me!
Touch Me! è l'ottavo album in studio della cantante giapponese Mai Kuraki, pubblicato nel 2009.

## Tracce
1. Touch Me! – 5:09
2. Ichibyōgoto ni Love for You – 3:57
3. Break the Tone – 3:32
4. Yume ga Saku Haru – 3:54
5. I Can't Believe You!! – 3:50
6. Secret Lover – 3:43
7. Hello! – 3:53
8. 24 Xmas Time – 4:14
9. Catch – 4:14
10. You and Music and Dream – 4:06
11. Top of the World (Special Track) (The Carpenters cover) – 3:00
12. Yume ga Saku Haru: Remix (夢が咲く春 -remix-) (Special Track) – 3:54